# Andrea Colpani
Andrea Colpani (Brescia, 11 de mayo de 1999) es un futbolista italiano que juega de centrocampista en la A. C. Monza de la Serie B.

## Trayectoria
Es canterano del Atalanta, y empezó a jugar en su plantilla sub-19 en la temporada 2016-17.
En las temporadas 2017-18 y 2018-19 fue convocado con la absoluta en varias ocasiones, incluida la final de la Copa Italia 2019, pero no disputó ningún partido.
El 17 de julio de 2019 fue cedido al F. C. Trapani 1905 por una temporada. Debutó en la Serie B con el Trapani el 24 de agosto de 2019 contra el Ascoli Calcio. Fue titular y jugó los primeros 63 minutos. Jugó 34 partidos de liga con el Trapani, así como dos partidos de Copa Italia.
El 22 de agosto de 2020 fue cedido por dos años al A. C. Monza, con opción y obligación condicional de compra. Marcó su primer gol el 16 de marzo de 2021, como suplente en la victoria por 2-0 en casa contra el A. C. Reggiana. El 1 de noviembre de 2021 marcó su primer gol de la temporada 2021-22, ayudando al Monza a vencer a la U. C. Alessandria Calcio. 1-0. Tras el ascenso del Monza a la Serie A el 29 de mayo de 2022, se activó la cláusula de obligación de compra de Colpani.
Debutó en la Serie A durante la temporada 2022-23 el 21 de agosto, como suplente en la derrota por 4-0 a domicilio ante el S. S. C. Napoli en la segunda jornada. Marcó su primer gol en la Serie A el 26 de agosto, en la derrota por 2-1 en casa ante el Udinese Calcio. El 10 de agosto de 2023 el Monza renovó su contrato hasta el 30 de junio de 2028.
El 26 de agosto de 2023 marcó su primer doblete en la victoria por 2-0 contra el Empoli F. C. en la Serie A. Dejó el club con 133 partidos y 18 goles en todas las competiciones.
El 26 de julio de 2024 se incorporó a la ACF Fiorentina, también de la Serie A, en calidad de cedido por un año con opción de compra.

## Selección nacional
Fue seleccionado para la selección italiana de la Copa Mundial de Fútbol Sub-20 de 2019, e hizo cuatro apariciones en el torneo -tres como suplente-, ya que Italia terminó en cuarto lugar. Jugó 16 partidos entre 2018 y 2019 con la selección sub-20. El 3 de septiembre de 2020 marcó un tiro libre para Italia sub-21 en su debut, en un amistoso contra Eslovenia.
Fue convocado con la selección absoluta de Italia para los partidos de clasificación para la Eurocopa 2024 contra Macedonia del Norte y Ucrania los días 17 y 20 de noviembre de 2023, respectivamente.

## Estilo de juego
Debido a sus similitudes con Javier Pastore, recibe a veces el apodo de "El Flaco".

## Estadísticas

### Clubes
Actualizado al último partido disputado el 3 de noviembre de 2024.
| Club                        | Div.          | Temporada     | Liga  | Liga  | Liga   | Copas nacionales | Copas nacionales | Copas nacionales | Copas internacionales | Copas internacionales | Copas internacionales | Total | Total | Total  |
| Club                        | Div.          | Temporada     | Part. | Goles | Asist. | Part.            | Goles            | Asist.           | Part.                 | Goles                 | Asist.                | Part. | Goles | Asist. |
| --------------------------- | ------------- | ------------- | ----- | ----- | ------ | ---------------- | ---------------- | ---------------- | --------------------- | --------------------- | --------------------- | ----- | ----- | ------ |
| F. C. Trapani 1905 · Italia | 2.ª           | 2019-20       | 34    | 0     | 2      | 2                | 0                | 0                | —                     | —                     | —                     | 36    | 0     | 2      |
| F. C. Trapani 1905 · Italia | Total club    | Total club    | 34    | 0     | 2      | 2                | 0                | 0                | 0                     | 0                     | 0                     | 36    | 0     | 2      |
| A. C. Monza · Italia        | 2.ª           | 2020-21       | 25    | 1     | 1      | 2                | 0                | 0                | —                     | —                     | —                     | 27    | 1     | 1      |
| A. C. Monza · Italia        | 2.ª           | 2021-22       | 36    | 5     | 1      | 1                | 0                | 0                | —                     | —                     | —                     | 37    | 5     | 1      |
| A. C. Monza · Italia        | 1.ª           | 2022-23       | 27    | 4     | 1      | 3                | 0                | 2                | —                     | —                     | —                     | 30    | 4     | 3      |
| A. C. Monza · Italia        | 1.ª           | 2023-24       | 38    | 8     | 4      | 1                | 0                | 0                | —                     | —                     | —                     | 39    | 8     | 4      |
| A. C. Monza · Italia        | Total club    | Total club    | 126   | 18    | 7      | 7                | 0                | 2                | 0                     | 0                     | 0                     | 133   | 18    | 9      |
| ACF Fiorentina · Italia     | 1.ª           | 2024-25       | 11    | 2     | 1      | 0                | 0                | 0                | 2                     | 0                     | 0                     | 13    | 2     | 1      |
| ACF Fiorentina · Italia     | Total club    | Total club    | 11    | 2     | 1      | 0                | 0                | 0                | 2                     | 0                     | 0                     | 13    | 2     | 1      |
| Total carrera               | Total carrera | Total carrera | 171   | 20    | 10     | 9                | 0                | 2                | 2                     | 0                     | 0                     | 182   | 20    | 12     |